# Marko Perković
Marko Perković (Čavoglave, 27. listopada 1966.), poznatiji pod nadimkom Thompson, hrvatski je pjevač i izvođač pjesama domoljubne, ljubavne i kršćanske tematike.

## Životopis
Rođen je 27. listopada 1966. godine u Čavoglavama, u Zagori (Šibensko-kninska županija) od majke Marije i oca Ante te ima mlađeg brata Dražena. Drugi brat umro je od bolesti u djetinjstvu. Datum rođenja u njegovim službenim dokumentima je 1. siječnja 1967. zato što je tada bilo uobičajeno da se djeca rođena krajem godine upisuju u idućoj kalendarskoj godini u matične knjige. Porodila ga je strina Ana Perković. Svoje rano djetinjstvo i odrastanje proveo je u rodnom selu pomažući u radu na poljoprivredi. Nedjeljom je išao na misu u župnu crkvu sv. Ilije u susjednom selu Kljake. Oca je rijetko viđao jer je bio gastarbeiter u Njemačkoj, a dolazio je kući samo za Božić i Uskrs. Poklonio mu je gitaru pa je imao i svoj amaterski bend. Ključna osoba u obitelji u nedostatku oca, bio je djed Šimun (umro je 1991. ali ne kao žrtva rata), kojem je kasnije posvetio pjesmu i videospot Moj dida i ja. Perković u Splitu završava srednju školu za ugostitelja. Radio je u struci kao konobar, ljeti na moru, a zimi u kafiću u rodnoj kući kipara Ivana Meštrovića u Otavicama, 15 kilometara od Čavoglava.

### Domovinski rat i početak karijere
Po početku Domovinskog rata 1991. godine pridružio se kao dragovoljac Zboru narodne garde. Kako je u to vrijeme nosio američku strojnicu Thompson, tako je po njoj dobio nadimak. Kada se dijelilo oružje nije bio prisutan jer je vozio prognanike u Split, a kada se vratio jedino je ostala ta strojnica. Budući da je u postrojbi bilo više Marka, radi raspoznavanja zvali su ga Thompson. Na početku rata vozio je bijeli Porsche 924, poklon oca gastarbeitera u Njemačkoj. U rujnu 1991. godine, pao je Drniš i sela u okolici Drniša oko 15-20 kilometara udaljenosti od Čavoglava, a iznad Čavoglava na padinama Svilaje bilo je većinski srpskih sela pa je odlučio braniti svoje selo sa sumještanima koji su oformili samostalni vod iz Čavoglava 17. rujna 1991. godine. Dobili su nešto oružja od 113. brigade HV-a u Unešiću, kada je dobio strojnicu Thompson. Kasnije su selu pomogli i branitelji 114. brigade HV-a, vod iz Čavoglava postao je dio te brigade sredinom listopada te Imoćani iz 3. imotske bojne 4. gardijske brigade HV-a. Vod iz Čavoglava ujedno je pripadao HOS-u. Kasnije u jesen 1992. vod iz Čavoglava ulazi u sastav 142. drniške brigade.
Iz toga doba potječe i Perkovićeva prva pjesma – „Bojna Čavoglave”. Pjesma se brzo proširila cijelom Hrvatskom i postala je jednim od prepoznatljivih simbola prvih dana Domovinskog rata. Glavna poruka pjesme bila je upućena četnicima, kojima se željelo dati do znanja da neće u Čavoglave dok god ondje žive Hrvati. 
Prvi veći tekst o Thompsonu objavljen je u Slobodnoj Dalmaciji, 14. siječnja 1992. pod nazivom “Čavoglave – hit ‘ispaljen’ s fronte”. Iz teksta se može saznati da je pjesmu napisao u Čavoglavama prilikom odmora između smjena na straži, uz savjete suboraca pa je prva verzija pjesme bila duga i petnaestak minuta. Pjesmu je u skraćenom i dotjeranom izdanju uz pomoć splitskih glazbenika snimio u studiju u Splitu pred Božić 1991. godine. U izvornoj verziji pjesme nije bio stih „čujte srpski dobrovoljci, bando četnici” nego stih „čujte Baljci, Mirlovići, bando četnici”, što se odnosi na većinski srpsko selo Baljci i selo miješana srpsko-hrvatska stanovništva Mirlović Polje, koja su kraj Čavoglava. Radio Split je 31. prosinca 1991. prvi put javno emitirao pjesmu. Ubrzo je na bojišnici snimljen i videospot za pjesmu. Pet minuta nakon prve radijske izvedbe pjesme, Čavoglave su napadnute minobacačima iz obližnjeg srpskog uporišta Baljaka.
Pjesmu „Bojna Čavoglave” (s prerađenim tekstom) pjevali su i pripadnici Armije BiH kao i HVO-a. Postojala je posebna pjesma s tekstom Branitelji Sarajeva (poznata i kao Hej junaci) koja se pjevala za opsade Sarajeva. Također, za vrijeme Ukrajinske krize 2014. godine, nastala je ukrajinska inačica pjesme pod nazivom »Ми найсильніші« (hrv. Mi najjači).
Na Narodnom trgu u Splitu (na Pjaci) je 15. siječnja 1992., povodom međunarodnoga priznanja Hrvatske, priređen koncert na kojem je pjevao i Marko Perković Thompson i pjesmu „Bojna Čavoglave” izveo čak 16 puta zaredom. Dana 25. srpnja 1992. u Splitu se na Rivi održao veliki skup HSP-a u sklopu predizborne kampanje za parlamentarne i predsjedničke izbore na kojem je nastupio Marko Perković Thompson kao glavna zvijezda.
Nakon obrane Čavoglava 1992. godine Marko počinje priređivati humanitarne koncerte diljem Hrvatske. Godine 1992. izlazi i njegov prvi album Moli mala. 
Na prvom nastupu u SAD-u nastupio je zajedno s Ljiljanom Nikolovskom u malom klubu koji je primao 50 ljudi, ali kad se pročulo, došlo je 5000 ljudi ispred kluba.
Godine 1995. Perković se vraća u 142. drnišku brigadu, koja je sudjelovala u operaciji Oluja (4. – 7. kolovoza 1995.). Bio je jedan od prvih vojnika koji su ušli u oslobođene gradove Knin i Drniš. Nekoliko mjeseci prije Oluje, napisao je još jednu ratnu uspješnicu, „Anica – Kninska kraljica”. U toj pjesmi poručuje Srbima da će Hrvati osloboditi Knin. Prvi put je javno izveo pjesmu na koncertu na kninskoj tvrđavi nekoliko dana nakon Oluje. Pjesma je objavljena na albumu Vrijeme škorpiona iz 1995. godine.

### Poratni albumi
Godinu dana nakon završetka rata, 1996. godine završio je i svoj treći album Geni kameni. 
Pjevao je za HSP u kampanji za lokalne izbore 1997. te deset koncerata za parlamentarne izbore 1999. Najveći je bio koncert u Domu sportova u Zagrebu u velikoj dvorani. Poslije toga više nije pjevao na predizbornim skupovima.
Godine 1998. izlazi uspješni album Vjetar s Dinare. Nastupio je i pobijedio na Etnofestu Neum '98 s pjesmom Zaustavi se vjetre u suradnji s tamburaškim bendom Pajdaši iz Podravine. Prije te pjesme, karijera mu je bila u krizi i razmišljao je o odlasku na rad u Njemačku gdje mu je radio otac. U emisiji „Novo jutro” na srpskoj TV Pink u srpnju 2025. rekli su da je pjesma Zaustavi se vjetre „možda jedna od najljepših pjesama napisanih na Balkanu zadnjih 20 godina”. Iste godine nastupio je na Hrvatskom radijskom festivalu s pjesmom Lijepa li si. Još je dva put nastupio na tom festivalu 2002. i 2006. s pjesmama Iza devet sela i Tamo gdje su moji korijeni.

### 2000-e
Godine 2002. ponavlja uspjeh s albumom E, moj narode. To je bilo u vrijeme nakon hrvatskih parlamentarnih izbora 2000. i promjene vlasti te optužnice i haškog suđenja generalima Anti Gotovini, Mladenu Markaču te Ivanu Čermaku. Thompson je umjesto ljubavnih pjesama više pjevao domoljubne pjesme kao što su: E, moj narode, Ne varaj me i dvije pjesme u duetu s Miroslavom Škorom: Reci, brate moj i Sude mi. Od toga albuma ima i pjesme duhovno-vjerskog karaktera nakon 2000. godine kada je po svojim riječima „doživio promjenu i duboki i istinski osjećaj pripadnosti Bogu Isusu Kristu”, poput pjesama: Neću izdat ja i Radost s’ visina te brojnih drugih kasnije kao što su: Početak, Maranatha, Put u raj i dr. Imao je na splitskom Gradskom stadionu Poljud koncert za 40 tisuća ljudi 2002. godine.
Godine 2003. izlazi kompilacija njegove glazbe Sve najbolje s 18 pjesama. Na njoj se pojavljuje i jedna nova pjesma „Ivane Pavle II”, koja je posvećena dolasku pape Ivana Pavla II. u Hrvatsku. 
Šesti album Marka Perkovića Thompsona Bilo jednom u Hrvatskoj izašao je 8. prosinca 2006. godine. Prodan je u približno 120 000 primjeraka. 2008. godine snimio je obradu pojedinih pjesama sa starijih albuma na album naziva Druga strana, na kojima ponovno snima svoje uspješnice kao što su pjesme „Bojna Čavoglave”, „Anica − Kninska kraljica”, „Lijepa li si” i ostale.
Godine 2007. bio je na turneji Bilo jednom u Hrvatskoj. Turneja je započela 13. travnja 2007. koncertom u Vukovaru. Dana 21. travnja njegovih je 15 000 obožavatelja, koji su došli na koncert, blokiralo Frankfurt. Pred oko 60 000 obožavatelja Thompson je održao trosatni koncert uz gostovanje klape Intrade. Tijekom turneje održao je preko 50 koncerata diljem Hrvatske, te je odradio koncerte i u Americi, Kanadi, Australiji te Hercegovini. Za vrijeme te turneje uveo je nove elemente u ikonografiji. Mač „Benediktov križ” prvi put se koristio na pozornici 2007. godine. Mač je nastao prema križu kojim je sv. Benedikt blagoslivljao i odgonio sile tame. Na maču su ispisana četiri slova: CSPB - „Crux Sancti Patris Benedicti”, tj. „Križ Svetog Oca Benedikta”.
Napunio je Poljud 2002., a 17. lipnja 2007. u Zagrebu, na Maksimiru, okupio je preko 60 000 ljudi. To mu je bio najveći koncert do tada. Zbog velike kiše koncert se održao dan kasnije od planiranoga, a prije nastupa Thompson je izjavio, da je to „vrhunac njegove glazbene karijere”.
Godine 2008. i 2009. godine na glavnom zagrebačkom Trgu povodom Dana branitelja grada Zagreba, prema procjenama organizatora okupio je preko 120 000 ljudi. Jedan od većih koncerata Marka Perkovića Thompsona je i onaj u Čavoglavama, 5. kolovoza 2006. godine, održana povodom 11. obljetnice Oluje te Dana domovinske zahvalnosti, a nastupali su Thompson, Mate Bulić, Dražen Zečić, Tiho Orlić, Baruni, Ivan Mikulić i gosti. Cjelodnevna okupljanja 5. kolovoza u Čavoglavama prerasla su u tradicijsko obilježavanje obljetnice Oluje i Dana pobjede. Tako je 2008. Thompson u Čavoglavama okupio preko 100 000 ljudi, kao i 2009. te 2010. godine.
„Song Zelex” iz BIH 2008. godine izdao je CD pod nazivom „Škoro, Thompson, Mate Bulić – Tri kuma” na kojem su već objavljene pjesme sva tri izvođača, koje su naizmjenično izmjenjuju. Sva tri pjevača povezana su kumstvom djece.
Hrvatska radiotelevizija održala je revijalno televizijsko natjecanje u kojem su hrvatske glazbene zvijezde, uz pratnju Revijskog orkestra HRT-a pod ravnanjem Saše Nestorovića, pjevale hrvatske glazbene uspješnice iz razdoblja između 1950-ih i 2000-ih. U završnoj večeri, početkom ožujka 2009. u Kristalnoj dvorani opatijskog hotela Kvarner, između 84 odabrane skladbe, gledatelji programa najviše su glasova (njih 5641) dali pjesmi „Zaustavi se vjetre” Marka Perkovića Thompsona u izvedbi Vanne, čime je pjesma postala pobjednikom hrvatskog izbora najboljeg evergreena.

### Ora et labora: album i turneja
Godine 2011. Thompson je napisao i ispjevao naslovnu pjesmu za hrvatski ratni film Josef. I sam Thompson se pojavio u filmu u manjoj ulozi neimenovana austrijska vojnika.
Narodni radio je 2011., u izboru od 20-ak pjesama odabrao pjesmu Lijepa li si kao najbolju hrvatsku domoljubnu pjesmu.
Album Ora et labora izdao je 11. travnja 2013., a u roku od 15 dana dosegao je zlatnu nakladu. Na albumu se Thompson tematski i dalje drži političkog i društvenog stanja u Hrvatskoj, no bavi se i povijesnom tematikom te se osvrće na Hrvatsku iz razdoblja srednjeg vijeka istovremeno ističući vrijednosti tradicije, vjere i domoljublja. Prema svojim riječima, Thompson je posebno ponosan na pjesmu Bosna, u kojoj skreće pozornost na burnu povijest hrvatskog naroda na području Bosne. Album je doživio veliki uspjeh te se prvih petstotinjak primjeraka rasprodalo u svega dva sata. Najveći je uspjeh postigla ljubavna balada Samo je ljubav tajna dvaju svjetova, koju je Thompson posvetio svojoj supruzi Sandri. Pjesma je osvojila nagradu Porin za Hit godine na dodjeli nagrada u lipnju 2014. godine.
Dan uoči ulaska Republike Hrvatske u Europsku uniju 30. lipnja 2013., održao je koncert na Poljudu.
Nakon višemjesečne turneje Ora et labora diljem Hrvatske, BiH, Austrije, Njemačke i Kanade, održao je i koncert u punoj zagrebačkoj Areni, 20. prosinca 2014.

### Razdoblje između dva studijska albuma
The Best Of Collection treći je kompilacijski album. Album je izdala diskografska kuća Croatia Records u srpnju 2015. godine. 
Održao je koncert u Kninu u sklopu obilježavanja 20. obljetnice operacije “Oluja” i Dana pobjede i domovinske zahvalnosti, dana hrvatskih branitelja 2015. godine. Također je nastupio i slijedeće godine u Kninu u isto vrijeme. Thompson je kroz godine nastupao na neformalnim proslavama operacije “Oluja” i Dana pobjede umjesto na državnim manifestacijama u Kninu, uključujući nastupe u: Čavoglavama više puta, u Slunju, Glini i na Krbavskom polju kod Udbine.
Hrvatski nogometni savez u siječnju 2016. godine proveo je anketu za izbor pjesme koja će predstavljati Hrvatsku na Europskom prvenstvu u nogometu - Francuska 2016. te biti puštena s razglasa uoči i nakon utakmica Vatrenih. Od 27 000 glasača, njih više od 80 % dalo je glas pjesmi Lijepa li si.
Dana 16. srpnja 2018., hrvatske nogometaše je u Zagrebu dočekalo više od pola milijuna ljudi, nakon finala Svjetskog prvenstva u nogometu u Rusiji 2018. Nogometašima je bila želja da im na dočeku pjevaju Thompson i Mladen Grdović. Organizatori su bili izričito protiv Thompsonova nastupa, pa je zato, prema želji nogometaša, Thompson došao do njih već u autobusu nakon što su sletjeli u Zagreb, jer su se bojali da neće moći nastupiti na Trgu bana Josipa Jelačića. Vatreni su ubrzo krenuli prema Trgu bana Josipa Jelačića, a trebalo im je čak 6 sati da stignu do tamo, a Thompson je cijelo vrijeme bio s njima i usprkos opstrukcijama organizatora otpjevao je na Trgu - Lijepa li si i Geni kameni zajedno s igračima i publikom.
U travnju 2020. godine objavljuje novi singl Ne boj se koji se našao na Top listi 20 najslušanijih singlova u glazbenoj emisiji Top.hr RTL Televizije.
U lipnju 2020., Visoki prekršajni sud donio je odluku da pjevanje pozdrava za dom spremni na početku pjesme Bojna Čavoglave nije prekršaj, ali je prekršaj koristiti taj pozdrav izvan pjesme u drugim prigodama, npr. prije ili za vrijeme koncerta. Glavna državna odvjetnica Zlata Hrvoj Šipek utvrdila je da nema zakonske osnove za podizanje zahtjeva za zaštitu zakonitosti protiv presude kojom je Marko Perković Thompson oslobođen optužbe za remećenje javnog reda i mira zbog korištenja pozdrava „za dom spremni” na koncertu, jer sud nije utvrdio da je prekršaj počinjen, što je pitanje činjenica a ne prava.
U kolovozu 2021. novinarka Danka Derifaj snimila je prilog za emisiju „Potraga” objavljen na RTL-u u kojem je neovlašteno stupila na terasu u vlasništvu obitelji Perković, za što je Thompson podigao prijavu „zbog kaznenog djela narušavanja nepovredivosti doma”.
Između 2022. i 2024. nije imao koncerte zbog bolesti sina Ante Mihaela. U kolovozu 2024. imao je koncerte u Imotskom i Dugopolju (pred više od 40.000 ljudi). 
Nedovršena verzija pjesme Ako ne znaš šta je bilo pojavila se na internetu u srpnju 2024., a nedugo zatim objavljena je službena inačica pjesme. Pjesma je doživjela vrhunac popularnosti krajem siječnja i početkom veljače 2025. za vrijeme Svjetskoga prvenstva u rukometu koje se organiziralo u Hrvatskoj, Danskoj i Norveškoj, kada je bila omiljena pjesma hrvatskih rukometaša i publike. Thompson je nastupio na velikom dočeku rukometaša nakon osvajanja srebrne medalje na Trgu bana Jelačića u Zagrebu po želji samih rukometaša. Prema Billboardu bila je najslušanija pjesma u Hrvatskoj od 8. do 15. veljače 2025.

### Hodočasnik: album i koncerti
Hodočasnik je studijski album Marka Perkovića Thompsona, objavljen 13. lipnja 2025. godine u izdanju Croatia Recordsa. Prije službenog objavljivanja albuma, Thompson je objavio nekoliko pjesama, uključujući: „Ako ne znaš šta je bilo”, „Nepročitano pismo”, „Devedeset neke” i dr. 
Prva velika izvedba pjesama s albuma održana je na koncertu na Zagrebačkom hipodromu 5. srpnja 2025. godine. Ovaj koncert oborio je svjetski rekord po broju prodanih ulaznica za jedan nastup, s 504 000 prodanih ulaznica. Repertoar na koncertu trajao je tri sata s 30 pjesama. Događaj je uključivao koordiniranu upotrebu 1000 dronova koji su prikazivali vjerske i nacionalne simbole, kao i značajne citate.
Sljedeće predstavljanje albuma bilo je na koncertu u na sinjskom hipodromu, 4. kolovoza 2025., a bilo je 150 tisuća posjetitelja.

## Obitelj
Marko se 1995. godine vjenčao s Danijelom Martinović u crkvi sv. Dominika u Splitu, no razišli su se nakon tri godine, a brak je poslije poništen crkvenim postupkom. Brak je bio držan u tajnosti.
Danas je oženjen za Sandru koju je upoznao na svom koncertu u Kanadi. Vjenčali su se 2003. godine u crkvi Sv. Ilije u Kljacima kod Čavoglava. S njom ima petero djece. Ona je Hrvatica iz Kanade.
Kum je s Miroslavom Škorom i Matom Bulićem.

## Kontroverze
U medijima i javnosti učestalo se Perkovića optužuje za fašizam, nacizam i ustaštvo. Jedan od razloga je što je nekolicina posjetitelja njegovih koncerata bila viđena s ustaškim obilježjima, što Thompson smatra propustom policije, a ne organizatora. Kad je riječ o navodnim simpatijama prema autoritarnim režimima, Perković je osudio fašizam, boljševizam, komunizam te je osudio uporabu ustaških simbola na svojim koncertima. Od fašizma se u nekoliko navrata javno ogradio. Tako je na koncertu na stadionu Maksimir izjavio:
»Mene često napadaju i prozivaju da smo fašisti, nacisti time i vas koji me slušate i pratite, a mi im odavde poručujemo da nismo fašisti, nacisti nego hrvatski domoljubi.«
Jedan od argumenta koji navode prigovori jest to da publiku na koncertu pozdravlja pozdravom „Za dom”. Druga zamjerka je Thompsonovo nošenje crne odjeće što kritičari tumače aluzijom na crne odore nekih ustaških postrojbi.[nedostaje izvor] U Nizozemskoj mu je 2003. zabranjeno izvođenje koncerta u Amsterdamu, uz obrazloženje da je fašistički pjevač. Dan kasnije dozvoljeno je izvođenje koncerta njegovoj grupi u Rotterdamu, ali bez njega.[nedostaje izvor]
Neki od njegovih obožavatelja poznati su po svom ultranacionalizmu, koji demonstriraju ustaškim uniformama (uključujući crne šešire povezane s pokretom), simbolima i transparentima. Na početku pjesme "Bojna Čavoglave" Perković zaziva Za dom spremni!. Godine 2015. Perković je nastupio u Kninu pred oko 80 000 gledatelja na proslavi 20. obljetnice operacije Oluja hrvatske vojske, a mnogi od prisutnih pjevali su proustaške pjesme i skandirali slogane poput Ubij Srbina i Evo nas ustaše.
Uključivanje Perkovića i njegovog benda u hrvatsku proslavu drugog mjesta reprezentacije na FIFA Svjetskom prvenstvu 2018. također je izazvalo kontroverze i kritike. Slična se situacija dogodila 2025. godine na proslavi drugog mjesta hrvatske rukometne reprezentacije na Svjetskom prvenstvu 2025. godine.
Perkovićevo navodno veličanje ustaštva dovelo je do toga da ga se u nekim publikacijama, uključujući Centar Simon Wiesenthal, optužuje da je "fašistički pjevač". Josip Pečarić obrađuje u svojoj knjizi Hajka na Thompsona pritužbe medija na Perkovića kroz dvadesetak godina.

### Jasenovac i Gradiška Stara
Kontroverzu je izazvala navodna zvučna snimka Perkovića kako, uz komentar da su ju »naši djedovi pjevali, bili ponosni na nju«, izvodi pjesmu »Jasenovac i Gradiška Stara«, pjesmu koja otvoreno veliča ustaški režim, njegove zločine protiv čovječnosti tijekom Drugoga svjetskog rata u koncentracijskim logorima Jasenovac i Stara Gradiška, u kojoj se govori o genocidu nad Srbima. Centar Simon Wiesenthal podnio je pritužbe hrvatskoj državnoj televiziji zbog emitiranja pjevača optuženog za izražavanje nostalgije za ustaštvom, iako je Perković negirao bilo kakvu povezanost s tim razdobljem. Žalbe su ignorirane.
Perković je zanijekao da je napisao ili čak izveo pjesmu, navodeći da je »glazbenik, a ne političar« te da je ona »po sadržaju potpuno suprotna mome svjetonazoru« i da je »prema nekim navodima tu podvalu osmislila Jugoslavenska tajna služba UDBA«. Index međutim navodi kako je Perković 7. siječnja 2004. na službenoj stranici branivši se od medija objavio da je tu pjesmu, uz druge, izvodio za vrijeme Domovinskog rata »svugdje po hrvatskim trgovima i dvoranama«. Tvrdio je da je »Jasenovac…« i slične pjesme izvodio »neprijatelju u inat«, kako bi izrazio »bunt« i u neprijateljima »izazvao strah« . Perković je u toj objavi nadalje napisao:
»Nakon 3. siječnja 2000. kada je Hrvatska posrnula i vlast prigrabili komunisti […] Tada smo ponovno tim i sličnim pjesmama poručivali povampirenim komunistima da ih se ne bojimo i da ćemo im se oduprijeti i štititi svoje vrijednosti po bilo koju cijenu.«

### Optužbe iz Fimi medije
Ravnatelj carine i bivši rizničar HDZ-a Mladen Barišić izjavio je tijekom suđenja Ivi Sanaderu za aferu »Fimi media« da je Thompsonu dao pola milijuna eura da 2007. godine ne pjeva ni za jednu političku stranku. Thompson je prema navodima Barišića po novac došao u Carinsku upravu, a posrednik između njih dvojice bio je fra Slaven Milanović Litre. Zagrebački poduzetnik Mario Jelinčić ustvrdio je na suđenju da je na nagovor fratra Slavena Milanovića Litre sastavio ugovor prema kojem je Marko Perković Thompson od HDZ-a dobio pola milijuna eura. Thompson je kazao na suđenju Sanaderu da nikada nije primio novac od Mladena Barišića.

### Zabrane koncerata
U Hrvatskoj je Perkoviću zabranjen koncert u Puli 2008. godine i Umagu. Udruga „Građanska akcija” organizirala je prosvjed protiv njegova koncerta u Poreču u kolovozu 2013.
Perkoviću su koncerti također zabranjivani u Švicarskoj, Njemačkoj, Nizozemskoj, BiH te Sloveniji. Švicarske novine procijenile su prilikom zabrane da Perković potpomaže »veličanju fašističkog režima ustaša« te zauzima »ultranacionalističke svjetonazore«, a nizozemske vlasti kao obrazloženje za zabranu navele su »isticanje fašističkih obilježja«. Perković je međutim u Švicarskoj imao priliku održati koncert s posebnim popisom pjesmama koji je odobrila policija. Za zabranu koncerta u Berlinu, menadžer Zdravko Barišić u priopćenju za medije ustvrdio je da »koncert nije zabranjen nego je otkazan« te da su za to krivi »silni pritisci putem poziva, pisama, sms-ova, raznih protivnika Hrvata i hrvatstva, predvođenih jugokomunistima«.
Godine 2009. otkazan mu je koncert u švicarskom gradu Luzernu nakon što je Socijaldemokratska partija pozvala na hitnu izjavu po pitanju Thompsonovog koncerta, nazivajući Perkovića fašistom. Tada mu je zabranjen nastup u Švicarskoj, nakon što je Švicarska služba za analizu i prevenciju (DAP) izjavila da njegovi tekstovi veličaju ustaše Nezavisne Države Hrvatske. Zabrana je naknadno ukinuta i nastavio je s koncertima u Švicarskoj.
Tekstovi njegovih pjesama često sadrže domoljubne osjećaje i teme vjere, obitelji, Domovinskog rata, politike i medija, ali također sadrže notorne reference na ratne zločine. Bendu su zbog optužbi za nacizam 2004. godine lokalne vlasti zabranile nastupati u Amsterdamu, iako je održao koncert u Rotterdamu.
Budući da je Švicarska članica Schengenskog sporazuma, Thompsonu je zabranjen ulazak u sve Schengen zemlje na razdoblje od tri godine, što je potvrdio Michele Cercone, glasnogovornik potpredsjednika Europske komisije.

## Ostale zanimljivosti
Marko Perković poznat je i po nekim donacijama i dobrotvornim koncertima:
- sudjelovanje u emisiji Derbi Hrvatske radiotelevizije za pomoć djeci oboljelih od malignih bolesti
- započinjanje gradnje crkve »Hrvatskih mučenika« u Čavoglavama
- brojni humanitarni koncerti za vrijeme rata

Nastupio je u Frankfurtu na humanitarnom koncertu “Rock za Hrvatsku” 13. lipnja 1992. s još devet hrvatskih glazbenika. Tada je imao samo jednu pjesmu Bojna Čavoglave, a bubnjeve je na izvedbi te pjesme svirao Dino Dvornik u nedostatku pratećeg sastava.
Imao je gostujuću ulogu u seriji „Jel' me netko tražio?” na HRT-u u epizodi za doček Nove godine 31. prosinca 1992. godine kada se pojavio u vojničkoj uniformi te u epizodi 3. lipnja 1993. kada je izveo pet pjesama s prvog albuma Moli mala.
Na koncertima redovito nosi Medaljon sv. Benedikta.
Sudjelovao je u nastanku albuma Mate Bulića „Gori borovina” iz 2003. godine i „Kako mi je, tako mi je” iz 2007. godine i tekstopisac je pjesama: „Gori borovina”, „Dabogda se i ti udala”, „Narodno veselje”, „Ostarit' ću, nikad neću znati” i dr.
Napisao je pjesme za Tihu Orlića: „Nisu to gromovi” i „Što se ne vratiš” s albuma „Tiho” 2004. godine i pjesmu „Srce kameno” (Hrvatski radijski festival 2006.).

## Nagrade
Dobitnik je nagrade Večernjakova ruža 2002. za muškog izvođača godine.
Godine 2014. dodijeljena mu je najveća hrvatska diskografska nagrada Porin u kategoriji »Hit godine« za 2013. godinu, za pjesmu „Samo je ljubav tajna dvaju svjetova”, posvećenu njegovoj supruzi Sandri. Osvojio je Cesaricu za hit kolovoza 2024. za pjesmu "Ako ne znaš šta je bilo", ta za pjesme Nepročitano pismo za hit ožujka 2025. i Oluja za hit svibnja 2025.

## Diskografija

### Studijski albumi
| Naslov                  | Detalji                                                                                                   | Plasman | Plasman |
| Naslov                  | Detalji                                                                                                   | HR      | AUT     |
| ----------------------- | --- | ------- | ------- |
| Moli mala               | - izdan: 1992. - formati: LP, kazeta, CD, digitalni download, streaming - izdavačka kuća: Croatia Records | [ a ]   | —       |
| Vrijeme škorpiona       | - izdan: 1995. - formati: kazeta, CD, digitalni download, streaming - izdavačka kuća: Croatia Records     | [ a ]   | —       |
| Geni kameni             | - izdan: 1996. - formati: kazeta, CD, digitalni download, streaming - izdavačka kuća: Croatia Records     | [ a ]   | —       |
| Vjetar s Dinare         | - izdan: 1998. - formati: kazeta, CD, digitalni download, streaming - izdavačka kuća: Croatia Records     | [ a ]   | —       |
| E, moj narode           | - izdan: 2002. - formati: LP, kazeta, CD, digitalni download, streaming - izdavačka kuća: Croatia Records | [ a ]   | —       |
| Bilo jednom u Hrvatskoj | - izdan: 2006. - formati: kazeta, CD, digitalni download, streaming - izdavačka kuća: Croatia Records     | 1       | —       |
| Ora et labora           | - izdan: 2013. - formati: CD, digitalni download, streaming - izdavačka kuća: Croatia Records             | 1       | —       |
| Hodočasnik              | - izdan: 2025. - formati: LP, CD, digitalni download, streaming - izdavačka kuća: Croatia Records         | 1       | 54      |

### Kompilacije
| Title              | Details                                                                                                  | Peak chart positions |
| Title              | Details                                                                                                  | CRO                  |
| ------------------ | --- | -------------------- |
| Sve najbolje       | - izdan: 2003. - formati: kazeta, CD, digitalni download, streaming - producentska kuća: Croatia Records | —                    |
| Druga strana       | - izdan: 2008. - formati: CD, digitalni download, streaming - producentska kuća: Croatia Records         | 1                    |
| Best of collection | - izdan: 2015. - formati: CD, digitalni download, streaming - producentska kuća: Croatia Records         | 2                    |
| Antologija         | - izdan: 2016. - formati: CD, digitalni download, streaming - producentska kuća: Croatia Records         | 1                    |

### Singlovi
| Naslov                                      | Godina | Najbolji plasman | Najbolji plasman | Album                   |
| Naslov                                      | Godina | HR Top 100       | HR Billboard     | Album                   |
| ------------------------------------------- | ------ | ---------------- | ---------------- | ----------------------- |
| "Bojna Čavoglave"                           | 1992.  | –                | [ b ]            | Moli mala               |
| "Zmija me za srce ugrizla"                  | 1992.  | –                | [ b ]            | Moli mala               |
| "Anica – Kninska kraljica"                  | 1995.  | –                | [ b ]            | Vrijeme škorpiona       |
| "Geni kameni"                               | 1996.  | –                | [ b ]            | Geni kameni             |
| "Ovo mi diže tlak"                          | 1996.  | –                | [ b ]            | Geni kameni             |
| "Zaustavi se vjetre"                        | 1998.  | –                | [ b ]            | Vjetar s Dinare         |
| "Prijatelji"                                | 1998.  | –                | [ b ]            | Vjetar s Dinare         |
| "Lijepa li si"                              | 1998.  | –                | [ b ]            | Vjetar s Dinare         |
| "Iza devet sela"                            | 2002.  | –                | [ b ]            | E, moj narode           |
| "Neću izdat ja"                             | 2002.  | –                | [ b ]            | E, moj narode           |
| "Moj Ivane"                                 | 2002.  | –                | [ b ]            | E, moj narode           |
| "Stari se" ft. Tiho Orlić                   | 2002.  | –                | [ b ]            | E, moj narode           |
| "Reci brate moj" ft. Miroslav Škoro         | 2002.  | 3.               | [ b ]            | E, moj narode           |
| "Sude mi" ft. Miroslav Škoro                | 2003.  | 1.               | [ b ]            | Singl                   |
| "Tamo gdje su moji korijeni"                | 2006.  | 1.               | [ b ]            | Bilo jednom u Hrvatskoj |
| "Lipa Kaja"                                 | 2006.  | 2.               | [ b ]            | Bilo jednom u Hrvatskoj |
| "Moj dida i ja"                             | 2006.  | 1.               | [ b ]            | Bilo jednom u Hrvatskoj |
| "Neka niko ne dira u moj mali dio svemira"  | 2006.  | 3.               | [ b ]            | Bilo jednom u Hrvatskoj |
| "Početak"                                   | 2006.  | 14.              | [ b ]            | Bilo jednom u Hrvatskoj |
| "Samo je ljubav tajna dvaju svjetova"       | 2013.  | 8.               | [ b ]            | Ora et labora           |
| "Ne daj se"                                 | 2020.  | 6.               | [ b ]            | Singl                   |
| "Ako ne znaš šta je bilo" ft. Hrvatske ruže | 2024.  | 1.               | 1.               | Hodočasnik              |
| "Nepročitano pismo"                         | 2025.  | 18.              | 2.               | Hodočasnik              |
| "Devedeset neke"                            | 2025.  | 9.               | 3.               | Hodočasnik              |
| "Oluja"                                     | 2025.  | 17.              | 2.               | Hodočasnik              |
| "Slike Bleiburga"                           | 2025.  | –                | 14.              | Hodočasnik              |
| "Ravnoteža"                                 | 2025.  | 94.              | 3.               | Hodočasnik              |
| "Ustani iz sjene"                           | 2025.  | –                | 10.              | Hodočasnik              |

### Turneje
- 2002. – Koncert Poljud
- 2002. – Turneja: E, moj narode
- 2007. – Turneja: Bilo jednom u Hrvatskoj
- 2013. – Turneja: Ora et labora

## Nealbumske pjesme
Thompson je autor, ili je sudjelovao u izvođenju nekih pjesama kojih nema ni na jednom njegovu albumu. To su:
- »Sveto tlo Hrvatsko« (pjesma o Franji Tuđmanu), izvedena u suradnji sa Zlatnim dukatima, Tihom Orlićem i Ivanom Mikulićem.
- »Lijepo li je Hrvat biti« (trenutno službena himna Hrvatske stranke prava)
- »Golubovi bijeli / Bijeli križ« (o ubojstvu Blaža Kraljevića i osmorici njegovih suboraca)
- »Ruku na srce« (izvorna inačica pjesme »Crne noći, bijeli putevi« s albuma Vjetar s Dinare)
- »Ne varaj me sa golubom u rukama« (izvorna inačica pjesme »Ne varaj me« s albuma E, moj narode)
- »Bili brode moj« (Splitski festival 1997.).
- »Zagora me rodila« (duet s Draženom Žankom i Sinišom Vucom 1997.)
- »Ljuta Guja« (duet s Jasminom Stavrosom na albumu E, moj čovječe)
- »Sude mi« (duet s Miroslavom Škorom na albumu Milo moje)
- »Nećete u Imotski« (jedna od ranijih verzija pjesme »Bojna Čavoglave«)
- »U Bogu mom« (duhovna pjesma)
- »Ne boj se«
- »Veselje ti navješćujem« (prepjev hrvatske božićne pjesme)